# 阿维特索特尔
阿维特索特尔（發音：[aːˈwit͡sot͡ɬ] ⓘ；？—1502年），又译阿维措特尔、阿维措特，阿兹特克帝国君主（特拉托阿尼），1486年至1502年在位。
阿维特索特尔的母亲阿托托斯特利二世女王是蒙特苏马一世之女，父亲特索索莫克是伊斯科阿特尔之子。1486年（阿兹特克历法兔7年），特诺奇蒂特兰统治者蒂索克意外离世，阿维特索特尔得以即位。
阿维特索特尔被视为中部美洲历史上最著名的军事领袖之一，他效仿先王巩固了三方同盟的统治，并发动了连年累月的扩张活动，阿兹特克帝国的势力范围在阿维特索特尔在位期间得到空前扩展。
阿维特索特尔有两个儿子、一个女儿，两个儿子奇马尔皮尔利二世和夸乌特莫克后来分别成为埃卡特佩克和特诺奇蒂特兰的统治者。

## 生平
“阿维特索特尔”是阿兹特克神话中的一种长刺水怪，是其名字的由来。
阿维特索特尔是蒂索克统治时期的战争领袖之一。他在即位之初便镇压了瓦斯特克人的叛乱。随后他发动了大规模的军事扩张，征服了米斯特克人、萨波特克人，将太平洋沿岸的大部分城邦纳入统治，势力范围一直拓展到危地马拉西部。阿兹特克帝国的疆域在他统治期间拓展了两倍以上。在他统治期间，今格雷罗州北部的阿拉维斯特兰（Alahuiztlan）和奥斯托蒂克帕克（Oztoticpac）曾发动叛乱，为此阿维特索特尔下令将两个城邦的全部人口处决，并派墨西哥谷的部分居民到当地重新定居。他还强化了阿兹特克和塔拉斯卡边境的奥斯图马地区的驻守，以防卫塔拉斯卡帝国的入侵。
阿维特索特尔还对特诺奇蒂特兰进行了大规模的扩建改造，并在1487年扩建了大神庙。大神庙扩建完成后，阿维特索特尔邀请所有属邦统治者前来参加开设典礼，并在典礼的四日期间献祭了大量战俘，一些文献指这个数字达到了八万多，可能有夸大成分，但实际也不少于万人。这些战俘大多来自于阿维特索特尔和特斯科科君主内萨瓦尔皮利一同在今瓦哈卡州北部进行的抓捕行动。阿维特索特尔亦在卡利斯特拉瓦卡（Calixtlahuaca）、马利纳尔科（Malinalco）和特波斯特兰（Tepoztlan）建立了纪念建筑。
阿维特索特尔将一种鸟类——大尾鹩哥引入了墨西哥谷地，成为整个西半球有记载的最早人为引入鸟类的人。
1502年（阿兹特克历法兔10年），特诺奇蒂特兰遭到洪灾威胁，阿维特索特尔求助特斯科科人帮助修筑了堤坝。在巡视堤坝时，他遭到袭击而死，甥侄蒙特苏马二世即位。

### 书目
- Townsend, Richard F. (2000) The Aztecs. revised ed. Thames and Hudson, New York.
- Hassig, Ross (1988) Aztec Warfare: Imperial Expansion and Political Control. University of Oklahoma Press, Norman.
- Weaver, Muriel Porter.  3rd. San Diego: Academic Press. 1993. ISBN 978-0-01-263999-3.